# Дара Хассаніен
Дара Хассаніен (1 квітня 1996) — єгипетська синхронна плавчиня.
Учасниця Олімпійських Ігор 2016 року, де в змаганнях груп посіла 7-ме місце.